# Urban Ahlin
Urban Ahlin é um político sueco, do Partido Social-Democrata.
Nasceu em 1964, na cidade de Mariestad, na Suécia.
Foi presidente do Parlamento da Suécia de 2014 a 2018.